# Sorbisches Institut
Das Sorbische Institut (sorbisch Serbski institutⓘ) ist eine außeruniversitäre Forschungseinrichtung mit Sitz in Bautzen (obersorbisch Budyšinⓘ) und zwei weiteren Standorten in Cottbus (niedersorbisch Chóśebuz). Es widmet sich der wissenschaftlichen Erforschung von Sprache, Geschichte und Kultur der Sorben (Wenden) in der Oberlausitz und der Niederlausitz in Vergangenheit und Gegenwart sowie der systematischen Sammlung, Archivierung, Erschließung und Bereitstellung der dafür erforderlichen Materialien. Darüber hinaus widmet sich das Institut in interdisziplinärer Perspektive der vergleichenden Erforschung weiterer kleiner Sprachen und Kulturen in Europa.
Zum Sorbischen Institut gehören die Sorbische Zentralbibliothek (sorbisch Serbska centralna biblioteka) und das Sorbische Kulturarchiv (sorbisch Serbski kulturny archiw), die als größte öffentliche Spezialsammlungen sorbischen und sorabistischen Bibliotheks- und Archivguts gelten.

## Geschichte
Das Bautzner Institut wurde am 1. Mai 1951 als Institut für sorbische Volksforschung (sorbisch Institut za serbski ludospytⓘ) gegründet. Gründungsdirektor war der Volkskundler und Literaturwissenschaftler Pawoł Nowotny. Die Gründung erfolgte im Kontext der Minderheitenpolitik in der DDR, die den Sorben erstmals ein umfassendes Recht auf Schutz und Förderung ihrer Sprache und Kultur einräumte.
Inhaltlich konnte das Institut an die Arbeit der 1847 in Bautzen gegründeten wissenschaftlichen Gesellschaft Maćica Serbskaⓘ anknüpfen, deren Sammlungen und Publikationen wesentliche Grundlagen für die Entwicklung der Sorabistik gelegt hatten. Die Maćica wurde 1937 durch das NS-Regime verboten, ihre Bestände konfisziert und größtenteils zerstreut. Ein Teil dieser Sammlungen konnte nach 1945 wieder zusammengeführt werden und bildete eine wichtige Grundlage für die institutionelle Wiederbelebung der Sorabistik.
Bis zur Auflösung der Länder in der DDR im Sommer 1952 unterstand das Institut für sorbische Volksforschung dem Sächsischen Ministerium für Volksbildung, ab dem 1. August 1952 war es der Deutschen Akademie der Wissenschaften zu Berlin (ab 1972 Akademie der Wissenschaften der DDR) zugeordnet. Unter deren Dach entwickelte sich das Institut zu einer anerkannten Forschungseinrichtung. Seit 1952 gibt es die Fachzeitschrift Lětopis heraus, die bis 1991 in mehreren thematischen Reihen erschien. Ergänzt wurde das wissenschaftliche Publikationsprogramm durch Schriftenreihen und Handbücher wie den Sorbischen Trachtenatlas, den Sorbischen Sprachatlas und eine vierbändige Geschichte der Sorben.
Nach der Wiedervereinigung wurde das Institut im Zuge der Abwicklung der Akademie der Wissenschaften der DDR durch den Wissenschaftsrat evaluiert. Es war das einzige Akademieinstitut aus dem Bereich der Gesellschaftswissenschaften, dessen Fortbestand von der Evaluierungskommission befürwortet wurde. Zum 1. Januar 1992 wurde es unter dem Namen Sorbisches Institut (sorbisch Serbski institut) mit neuer Rechtsform, neuer Leitung, einer veränderten Abteilungsstruktur sowie einer zusätzlichen Zweigstelle für niedersorbische Forschungen in Cottbus neu gegründet. Seit 1993 wird das Institut institutionell durch die Stiftung für das sorbische Volk (sorbisch Załožba za serbski ludⓘ) gefördert, die Zuwendungen vom Bund, dem Freistaat Sachsen und dem Land Brandenburg erhält. 2012/13 wurde das Sorbische Institut ein weiteres Mal durch den Wissenschaftsrat evaluiert.

## Struktur und Forschungsprofil

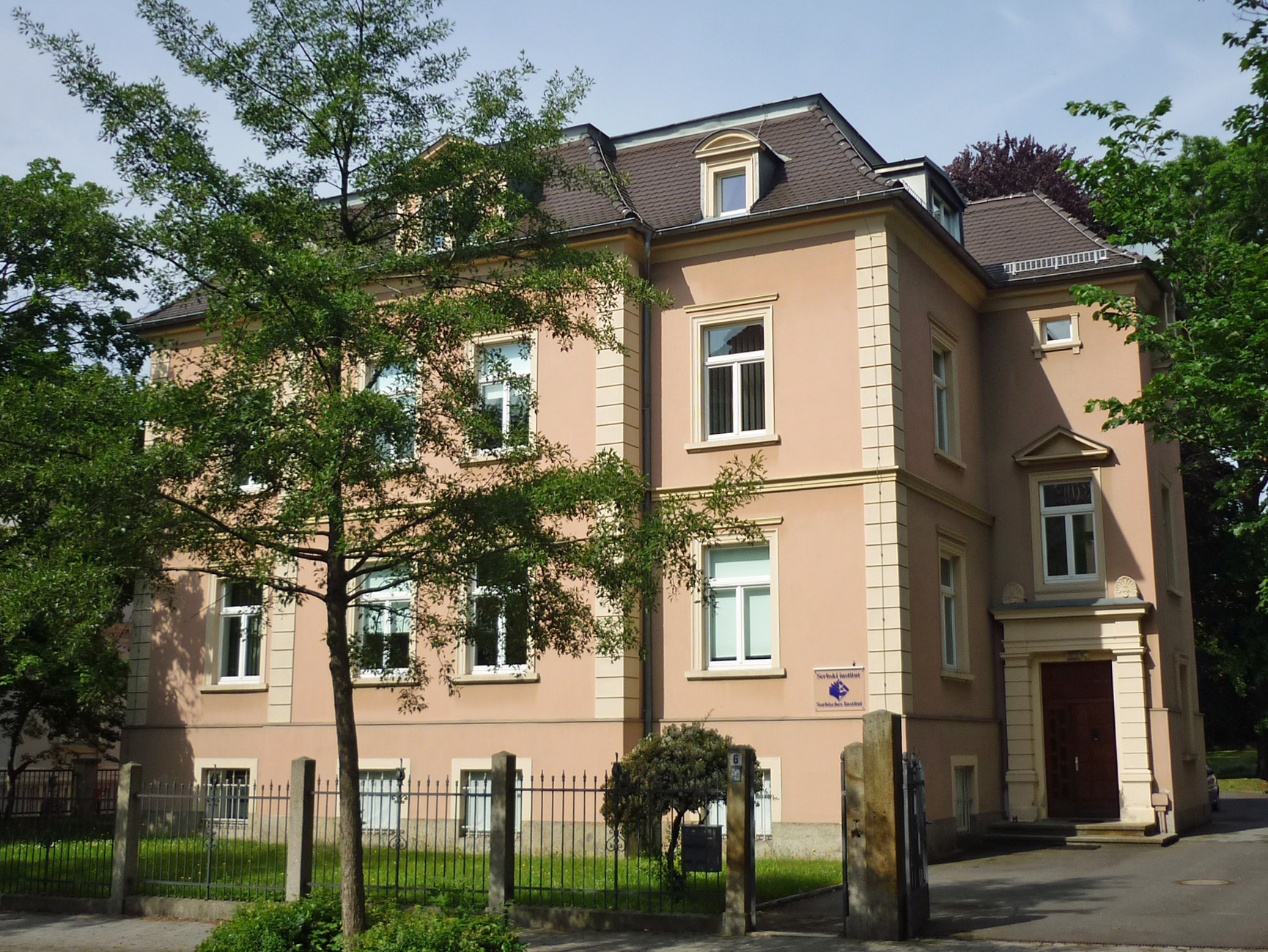
Sitz des Sorbischen Instituts ist die unter Denkmalschutz stehende Britze-Villa auf der Bautzener Bahnhofstraße

Das Sorbische Institut verfolgt einen interdisziplinären Forschungsansatz. Die vertretenen Fachrichtungen reichen von Linguistik, Geschichtswissenschaft, Ethnologie, Kulturanthropologie und Volkskunde über Soziologie bis hin zu Musikwissenschaft und Literaturwissenschaft. Ergänzt wird das Spektrum zunehmend durch Ansätze aus den Digital Humanities. Die wissenschaftliche Arbeit ist in drei Fachabteilungen und zwei serviceorientierte Bereiche gegliedert. Größere Projekte, wie die Entwicklung eines Sorbischen Kulturregisters oder eines Digitalisierungszentrums, sind abteilungsübergreifend organisiert.

### Sprachwissenschaft
Die Abteilung Sprachwissenschaft ist in Bautzen und Cottbus ansässig. Sie befasst sich mit der sorbischen Sprache in ihren beiden Hauptvarietäten – dem Obersorbischen und dem Niedersorbischen – sowie mit sorbischer Umgangssprache. Schwerpunkte sind die Sprachdokumentation, Lexikografie, Forschungen zur Grammatik und zum Spracherwerb sowie der Aufbau digitaler Sprachressourcen, auch im Hinblick auf Sprachförderung.

### Kulturwissenschaften
Die Abteilung Kulturwissenschaften ist ebenfalls in Bautzen und Cottbus ansässig. Im Fokus der Forschungen stehen Geschichte und Kultur der Sorben in all ihren historischen und gegenwärtigen Ausprägungen. Forschungsschwerpunkte liegen im Bereich der Geschichte der Institutionalisierung sorbischer Kultur in der Moderne, der alltagskulturellen Praktiken der Sorben sowie dem Umgang mit Vergangenheit, kulturellem Erbe und gesellschaftlichem Wandel in der Lausitz.

### Regionalentwicklung und Minderheitenschutz
Die 2022 eingerichtete Abteilung Regionalentwicklung und Minderheitenschutz ist in Cottbus ansässig und wird mit Drittmitteln aus dem Bundesprogramm „Sorbische Sprache und Kultur im Strukturwandel“ gefördert. Sie arbeitet politik- und praxisbezogen. Ihre Forschung konzentriert sich auf die Auswirkungen des Strukturwandels in der Lausitz auf die sorbische Gemeinschaft sowie auf Maßnahmen zur Sprachrevitalisierung und Inwertsetzung sorbischer Kultur.

### Sorbische Zentralbibliothek
Die Sorbische Zentralbibliothek wurde 1949 aus den geretteten Restbeständen der Bibliothek der Maćica Serbska aufgebaut und 1951 dem Institut für sorbische Volksforschung zugeordnet. Sie sammelt systematisch sämtliche sorbischsprachigen sowie die Sorben betreffenden Veröffentlichungen und übernimmt damit eine Funktion vergleichbar mit der einer Nationalbibliothek. Ihr Bestand umfasste im Jahr 2024 etwa 110.000 Medieneinheiten vom 16. bis zum 21. Jahrhundert. Die Bibliothek ist öffentlich zugänglich.

### Sorbisches Kulturarchiv
Das Sorbische Kulturarchiv ging ebenfalls aus den Altbeständen der Maćica Serbska hervor. Es sammelt, erschließt und bewahrt Archivgut mit sorbischem oder sorabistischem Bezug, das nicht von staatlichen Archiven übernommen wird. Der Gesamtbestand belief sich 2024 auf rund 685 laufende Meter und umfasst Materialien ab dem 16. Jahrhundert, mit einem Schwerpunkt im 19. und 20. Jahrhundert. Dazu zählen unter anderem Nachlässe sorbischer Persönlichkeiten, die Akten der Domowina bis 1989 sowie zahlreiche audiovisuelle Quellen, Fotografien, Musikalia, Karten und Plakate. Das Archiv steht der Forschung und Öffentlichkeit offen.

### Tätigkeit in der universitären Lehre
Alle bisherigen Direktoren des Sorbischen Instituts wurden zu Hochschulprofessoren berufen. Dietrich Scholze war von 1997 bis 2016 Honorarprofessor für Sorabistik an der Universität Leipzig. Sein Nachfolger Hauke Bartels wurde zum Wintersemester 2022/23 zum Professor für Sorabistik an der Technischen Universität Dresden berufen. Mitarbeitende des Sorbischen Instituts nehmen regelmäßig Lehraufträge an Universitäten und Hochschulen wahr, insbesondere an der Technischen Universität Dresden, der Universität Leipzig, der Brandenburgischen Technischen Universität Cottbus-Senftenberg und der Hochschule Zittau/Görlitz.

## Direktoren
Die Leitung des Instituts für sorbische Volksforschung (1951–1991) bzw. des Sorbischen Instituts (seit 1992) hatten nacheinander folgende Personen inne:
- 1951–1977: Pawoł Nowotny
- 1977–1990: Měrćin Kasper (Martin Kasper)
- 1990–1992: Helmut Faska
- 1992–2015: Dietrich Scholze-Šołta
- 2015–2018: Hauke Bartels als Geschäftsführender Vertreter des Direktors
- seit 2018: Hauke Bartels

## Publikationen des Sorbischen Instituts
Das Sorbische Institut ist Herausgeber mehrerer wissenschaftlicher Schriftenreihen und Onlineportale.
- Lětopis. Zeitschrift für Sorabistik und vergleichende Minderheitenforschung (gegründet 1952). Online: letopis-zeitschrift.de
- Schriften des Sorbischen Instituts (71 Bände bis 2023)
- Kleine Reihe des Sorbischen Instituts (38 Hefte bis 2024)
- Sorabistische Arbeitspapiere (7 Ausgaben bis 2024)
- Sprachportal niedersorbisch.de
- Sprachportal obersorbisch.de
- kulturhistorisches Portal sorabicon.de
- Wissenschaftsblog lausitz.hypotheses.org

## Gremien des Sorbischen Instituts
Das Sorbische Institut wurde zum 1. Januar 1992 vom Freistaat Sachsen gemeinsam mit dem Land Brandenburg in der privatrechtlichen Organisationsform eines eingetragenen Vereins gegründet. Die Organe des Vereins sind die Mitgliederversammlung, das Kuratorium, der Vorstand des Vereins (zugleich leitender Direktor des Instituts) und der Wissenschaftliche Beirat.
Dem Trägerverein gehören Vertreter folgender Institutionen an:
- Freistaat Sachsen (Sächsisches Staatsministerium für Wissenschaft, Hochschule und Forschung)
- Land Brandenburg (Ministerium für Wissenschaft, Forschung und Kultur)
- Stiftung für das Sorbische Volk
- Maćica Serbska
- Institut für Sächsische Geschichte und Volkskunde
- Leibniz-Institut für Geschichte und Kultur des östlichen Europa (GWZO)

Außerdem gehören folgende Wissenschaftlerinnen und Wissenschaftler dem Verein an: Prof. Dr. Silke Göttsch-Elten, Prof. Dr. Konrad Köstlin, Prof. Dr. Dr. h.c. Roland Marti, Prof. Dr. Christian Prunitsch.
Dem Kuratorium des Sorbischen Instituts gehören Vertreter folgender Institutionen an:
- Freistaat Sachsen (Sächsisches Staatsministerium für Wissenschaft, Hochschule und     Forschung)
- Land Brandenburg (Ministerium für Wissenschaft, Forschung und Kultur)
- Stiftung für das Sorbische Volk
- Verein des Sorbischen Instituts

Außerdem sind mit beratender Stimme im Kuratorium vertreten: ein Vertreter des Wissenschaftlichen Beirats sowie der Direktor des Sorbischen Instituts.
Dem Wissenschaftlichen Beirat des Sorbischen Instituts gehören Vertreterinnen und Vertreter der am Institut vertretenen Fachrichtungen und Forschungsschwerpunkte an. Im Jahr 2024 setzte sich das Gremium wie folgt zusammen:
- Prof. Dr. Tilman Berger, Universität Tübingen
- Prof. Dr. Silke Göttsch-Elten, Universität Kiel
- Prof. Dr. Gerhard Heyer, Universität Leipzig
- Prof. Dr. Tadeusz Lewaszkiewicz, Universität Poznań
- Prof. Dr. Dr. h.c. Roland Marti (Vorsitzender), Universität Saarbrücken
- Prof. Dr. Andreas Rutz, Institut für Sächsische Geschichte und Volkskunde
- Prof. Paul Videsott, Freie Universität Bozen
- Dr. Jürgen Warmbrunn, Herder-Institut Marburg
- Prof. Dr. Annette Werberger, Europa-Universität Viadrina, Frankfurt (Oder)